# Заленже (Картузький повіт)
Заленже (пол. Załęże, нім. Zalensee) — село в Польщі, у гміні Пшодково Картузького повіту Поморського воєводства.
Населення — 354 особи (2011).
У 1975-1998 роках село належало до Гданського воєводства.

## Демографія
Демографічна структура станом на 31 березня 2011 року:
|          | Загалом | Допрацездатний вік | Працездатний вік | Постпрацездатний вік |
| -------- | ------- | ------------------ | ---------------- | -------------------- |
| Чоловіки | 184     | 52                 | 121              | 11                   |
| Жінки    | 170     | 43                 | 101              | 26                   |
| Разом    | 354     | 95                 | 222              | 37                   |